# Pegomya kusigematii
Pegomya kusigematii este o specie de muște din genul Pegomya, familia Anthomyiidae, descrisă de Masayoshi Suwa în anul 1974. Conform Catalogue of Life specia Pegomya kusigematii nu are subspecii cunoscute.